# Альвен, Луи-Жозеф
Луи-Жозеф Альвен (фр. Louis-Joseph Alvin; 18 марта 1806, Камбре — 17 мая 1887, Иксель) — бельгийский поэт, драматург, искусствовед, биограф и библиотекарь
. Член Королевской академии наук, письменности и изящных искусств Бельгии.

## Биография
Французского происхождения, натурализованный бельгиец. Работал учителем в Льеже, позже — директор отдела народного просвещения в Министерстве внутренних дел Бельгии.
Плодовитый писатель, был назначен главным хранителем Королевской библиотеки Бельгии, помещения которой он реорганизовал, в частности, расширив её и заняв бывший Дворец промышленности.
Является одним из основателей бельгийской энциклопедии Recueil .
Похоронен на Иксельском кладбище.

## Награды
- Командор Ордена Леопольда I
- Офицер Ордена Почётного легиона
- Рыцарь ордена Полярной звезды  (Швеция)

## Избранные сочинения
- «Sardanapale» (трагедия, 1834);
- «Le Folliculaire anonyme» (комедия, 1835);
- «Souvenir de ma vie littéraire» (1843);
- «Les recontemplations» (сатира на В. Гюго, 1856);
- «Les commencements de la gravure aux Pays-Bas» (1857—1959).